# Liste de vaccins contre la Covid-19 autorisés
Wikipédia ne donne pas de conseils médicaux ou sanitaires. Cet article est susceptible de contenir des informations obsolètes ou inexactes. Seul un professionnel de la santé est apte à vous fournir un avis médical, et seules les autorités sanitaires de votre pays sont compétentes pour donner des consignes de santé publique relatives à la pandémie de Covid-19.
 (mars 2021).
La mise en forme du texte ne suit pas les recommandations de Wikipédia : il faut le « wikifier ».
Les points d'amélioration suivants sont les cas les plus fréquents. Le détail des points à revoir est peut-être précisé sur la page de discussion.
- Les titres sont pré-formatés par le logiciel. Ils ne sont ni en capitales, ni en gras.
- Le texte ne doit pas être écrit en capitales (les noms de famille non plus), ni en gras, ni en italique, ni en « petit »…
- Le gras n'est utilisé que pour surligner le titre de l'article dans l'introduction, une seule fois.
- L'italique est rarement utilisé : mots en langue étrangère, titres d'œuvres, noms de bateaux, etc.
- Les citations ne sont pas en italique mais en corps de texte normal. Elles sont entourées par des guillemets français : « et ».
- Les listes à puces sont à éviter, des paragraphes rédigés étant largement préférés. Les tableaux sont à réserver à la présentation de données structurées (résultats, etc.).
- Les appels de note de bas de page (petits chiffres en exposant, introduits par l'outil «  Source ») sont à placer entre la fin de phrase et le point final[comme ça].
- Les liens internes (vers d'autres articles de Wikipédia) sont à choisir avec parcimonie. Créez des liens vers des articles approfondissant le sujet. Les termes génériques sans rapport avec le sujet sont à éviter, ainsi que les répétitions de liens vers un même terme.
- Les liens externes sont à placer uniquement dans une section « Liens externes », à la fin de l'article. Ces liens sont à choisir avec parcimonie suivant les règles définies. Si un lien sert de source à l'article, son insertion dans le texte est à faire par les notes de bas de page.
- La présentation des références doit suivre les conventions bibliographiques. Il est recommandé d'utiliser les modèles {{Ouvrage}}, {{Chapitre}}, {{Article}}, {{Lien web}} et/ou {{Bibliographie}}. Le mode d'édition visuel peut mettre en forme automatiquement les références.
- Insérer une infobox (cadre d'informations à droite) n'est pas obligatoire pour parachever la mise en page.

Pour une aide détaillée, merci de consulter Aide:Wikification.
Si vous pensez que ces points ont été résolus, vous pouvez retirer ce bandeau et améliorer la mise en forme d'un autre article.
Ceci est une liste de vaccins contre la Covid-19 qui ont fait l'objet d'une communication concernant leur autorisation temporaire ou prolongée, dans un ou plusieurs pays, pour une ou plusieurs catégories de population, dans les circonstances et conditions données par les sources citées.

## Types d'autorisations
Différentes agences de validation des médicaments ont autorisé l'utilisation de vaccins contre la COVID-19[pas clair].

## Tozinaméran (Pfizer-BioNTech)
Le Tozinaméran, également connu sous le nom de Comirnaty, est un vaccin à ARN  produit par la société allemande BioNTech et la société américaine Pfizer,, .
Urgence (36)
- Organisation mondiale de la santé[4]
- Albanie[5]
- Andorre[6]
- Argentine[7]
- Aruba[8]
- Bahreïn[9]
- Canada [1],[10]
- Caraïbes[11]
- Chili[12]
- Colombie[13]
- Costa Rica[14]
- Émirats arabes unis[15]
- Équateur[16]
- États-Unis[17]
- Hong Kong[18]
- Irak[19]
- Israël[20]
- Jordanie[21]
- Koweït[22]
- Liban[23]
- Liechtenstein[24]
- Macédoine du Nord[25]
- Mexique[réf. nécessaire]
- Monaco[26]
- Nouvelle-Zélande[27]
- Oman[28]
- Panama[29]
- Philippines[30]
- Royaume-Uni[31],[32],[33]
- Qatar[34]
- Saint-Vincent-et-les Grenadines[35]
- Singapour[36]
- Suriname[37]
- Suisse[38]
- Ukraine[39]
- Vatican[40]

Pleine (12)
- Arabie saoudite[41],[42]
- Australie[43]
- Brésil[44]
- Corée du Sud[45],[46]
- Îles Féroé[47]
- Groenland[réf. nécessaire]
- Islande[48]
- Japon[49]
- Malaisie[50]
- Norvège[51]
- Serbie[52],[53]
- Union européenne[54],[55],[56]

## mRNA-1273 (Moderna)
Le vaccin Moderna est un vaccin à ARN  produit par la société américaine Moderna, le  National Institute of Allergy and Infectious Diseases, la Biomedical Advanced Research and Development Authority et la Coalition for Epidemic Preparedness Innovations, .
Urgence (10)
- Andorre[60]
- Arabie saoudite[61]
- Canada[62],[10]
- États-Unis[63]
- Vietnam[64]
- Israël[65]
- Royaume-Uni[66],[67]
- Saint-Vincent-et-les Grenadines[35]
- Singapour[68]
- Suisse[réf. nécessaire]

Pleine (5)
- Îles Féroé[69]
- Groenland[réf. nécessaire]
- Islande[70]
- Norvège[71]
- Union européenne[72],[73]

## Gam-COVID-Vac (Spoutnik V)
Le vaccin Sputnik V est un vaccin à vecteur viral  produit par l'Institut de recherche Gamaleïa d'épidémiologie et de microbiologie.
Urgence (44)
- Algérie[75]
- Argentine[réf. nécessaire]
- Arménie[76]
- Bahreïn[77]
- Biolorussie[78]
- Birmanie[79]
- Bolivie[80]
- Égypte[81]
- Émirats arabes unis[82]
- Gabon[83]
- Ghana[84]
- Guatemala [85]
- Guinée[86]
- Guyana[87]
- Honduras[88]
- Iran[89]
- Irak[90]
- Italie[91]
- Jordanie[92]
- Kazakhstan[93]
- Kenya[94]
- Laos[95]
- Liban[96]
- Macédoine du Nord[97]
- Mexique[98]
- Mongolie[99]
- Monténégro[100]
- Maroc[101]
- Nicaragua[102]
- Pakistan[103]
- Palestine[104]
- Paraguay[105]
- République serbe de Bosnie (Bosnie-Herzégovine)[106]
- Russie[107]
- Saint-Vincent-et-les Grenadines[35]
- Saint-Marin[108]
- Serbie[109]
- Seychelles[110]
- Slovaquie[111]
- Sri Lanka[112]
- Tunisie[113]
- Uruguay[114]
- Venezuela[115]
- Vietnam[64]
- Zimbabwe[116]

Pleine (9)
- Angola[réf. nécessaire]
- Azerbaïdjan[117],[118]
- République du Congo[119]
- Djibouti[119]
- Hongrie[120],[106],[121]
- Kirghizistan[réf. nécessaire]
- Syrie[122]
- Turkménistan[123],[106]
- Ouzbékistan[124]

## AZD1222 (Oxford-AstraZeneca)
Le vaccin Oxford-AstraZeneca , également connu sous le nom de Covishield notamment en Inde, est un vaccin à vecteur viral  produit par l' Université britannique d'Oxford, la société suédoise AstraZeneca et la Coalition for Epidemic Preparedness Innovations,, .
Urgence (42)
- Organisation mondiale de la santé[4],[128],[129]

- Afghanistan[130],[131]
- Andorre[60]
- Arabie saoudite[61]
- Argentine[132]
- Bahreïn[133]
- Bangladesh[134],[135]
- Birmanie[réf. nécessaire]
- Côte d'Ivoire[136]
- République dominicaine[137]
- Équateur[138]
- Égypte[81]
- Éthiopie[139],[140],[141]
- Gambie[142]
- Guyana[143],[144]
- Inde[145]
- Indonésie[146]
- Irak[147]
- Kenya[148]
- Malawi[149],[150]
- Maldives[151]
- Maurice[152]
- Mexique[153]
- Népal[154]
- Nigéria[81]
- Pakistan[155]
- Philippines[156]
- Royaume-Uni[157],[158]
- Rwanda[159]
- Saint-Vincent-et-les Grenadines [35]
- Salvador[160]
- Serbie[161]
- Sierra Leone[162]
- Sri Lanka[163]
- Soudan[164],[165]
- Suriname[166]
- Taïwan[167]
- Thaïlande[168]
- Togo[169]
- Ouganda[170]
- Ukraine[171]
- Vietnam[172]

Pleine (10)
- Australie[173],[174]
- Brésil[175]
- Canada[176],[10]
- Corée du Sud[177],[178]
- Îles Féroé[179]
- Groenland[réf. nécessaire]
- Islande[180]
- Malaisie[181]
- Norvège[182]
- Union européenne[183]

## Ad26.COV2.S (Janssen / Johnson & Johnson)
Le vaccin Johnson & Johnson est un vaccin à vecteur viral  produit par la société américaine Janssen Pharmaceutica (filiale de Johnson & Johnson ) et Beth Israel Deaconess Medical Center, .
Urgence (8)
- Organisation mondiale de la santé[186]
- Afrique du Sud [187]
- Andorre[60]
- Bahreïn[188]
- Canada[189]
- États-Unis[Note 2][190],[191]
- Liechtenstein[192]
- Saint-Vincent-et-les Grenadines[35]

Pleine (5)
- Îles Féroé[193]
- Groenland[réf. nécessaire]
- Islande[194]
- Norvège[195]
- Union européenne[réf. nécessaire]

## Ad5-nCoV / Convidecia (CanSino Biologics)
Convidicea est un vaccin à vecteur viral  produit par la société chinoise CanSino Biologics et l'Institut de biotechnologie de Pékin de l' Académie des sciences médicales militaires .
Urgence (4)
- Hongrie[réf. nécessaire]
- Malaisie[réf. nécessaire]
- Mexique[réf. nécessaire]
- Pakistan[réf. nécessaire]

Pleine (1)
- Chine[197]

## BBIBP-CorV (Sinopharm)
BBIBP-CorV est un vaccin inactivé  produit par Sinopharm.
Urgence (27)
- Argentine[199]
- Biolorussie[200]
- Bolivie[201]
- Cambodge[202]
- Dominique[203]
- Égypte[204]
- Gabon[205]
- Guyana[206]
- Hongrie[207]
- Iran[réf. nécessaire]
- Irak[147]
- Jordanie[208]
- Laos[95]
- Liban[réf. nécessaire]
- Macao[209]
- Maldives[210]
- Mongolie[211]
- Maroc[212]
- Mozambique[213]
- Népal[214]
- Pakistan[215]
- Pérou[216]
- Sénégal[217]
- Serbie[218]
- Sierra Leone[219]
- Venezuela[220]
- Zimbabwe[221]

Pleine (4)
- Bahreïn[222]
- Chine[réf. nécessaire]
- Seychelles[223]
- Émirats arabes unis[224],[225]

## WIBP (Sinopharm)
WIBP est le deuxième vaccin inactivé de Sinopharm contre le Covid-19.
Voir (en) WIBP-CorV.
1. Chine[226]
2. Emirats-arabes-unis [227]

## CoronaVac (Sinovac Biotech)
CoronaVac est un vaccin inactivé  produit par la société chinoise Sinovac Biotech,, .
Urgence (20)
- Azerbaïdjan[231]
- Bolivie[232]
- Brésil[233]
- Cambodge[234]
- Chili[235]
- Colombie[236]
- République dominicaine[237]
- Équateur[238]
- Hong Kong[239]
- Indonésie[240],[241]
- Laos[242]
- Mexique[243]
- Paraguay[244]
- Philippines[245]
- Thaïlande[246]
- Tunisie[247]
- Turquie[240]
- Ukraine[248]
- Uruguay[réf. nécessaire]
- Zimbabwe [116]

Pleine (1)
- Chine[réf. nécessaire]

## BBV152 / Covaxin (Bharat Biotech)
Covaxin est un vaccin inactivé  produit par la société indienne Bharat Biotech et le Conseil indien de la recherche médicale .
Urgence (3)
- Inde[145]
- Iran[réf. nécessaire]
- Zimbabwe[250]

Pleine (0)
- Aucun

## CoviVac (Chumakov)
Covivac est un vaccin inactivé produit par le centre Chumakov de l'académie russe des sciences.
Urgence (1)
- Russie[251]

Pleine (0)
- Aucun

## ZF2001 / RBD-Dimer (Anhui Zhifei Longcom)
RBD-Dimer est un vaccin inactivé sous-unitaire produit par la société chinoise Anhui Zhifei Longcom Biopharmaceutical .
Urgence (2)
- Chine[253]
- Ouzbékistan[254],[255]

Pleine (0)
- Aucun

## EpiVacCorona (Vector)
EpiVacCorona est un vaccin peptidique produit par le Centre de recherche d'État russe sur la virologie et la biotechnologie VECTOR .
Urgence (1)
- Russie[257],[258]

Pleine (1)
- Turkménistan [259],[260]